# Korean Air
Pour les articles homonymes, voir KAL.
Anywhere is Possible
Korean Air (Code AITA : KE ; code OACI : KAL) est une compagnie aérienne privée de la Corée du Sud, créée en 1962 comme « Korean Air Lines ». La compagnie est membre fondateur de Skyteam. Son nom en coréen s'écrit en hangûl : 대한 항공 ; en hanja : 大韓航空 ; en romanisation révisée : Daehan Han Gong et selon l'ancien système McCune-Reischauer : Taehan Hanggong.

## Histoire

Siège social de Korean Air dans l'aéroport de Gimpo.

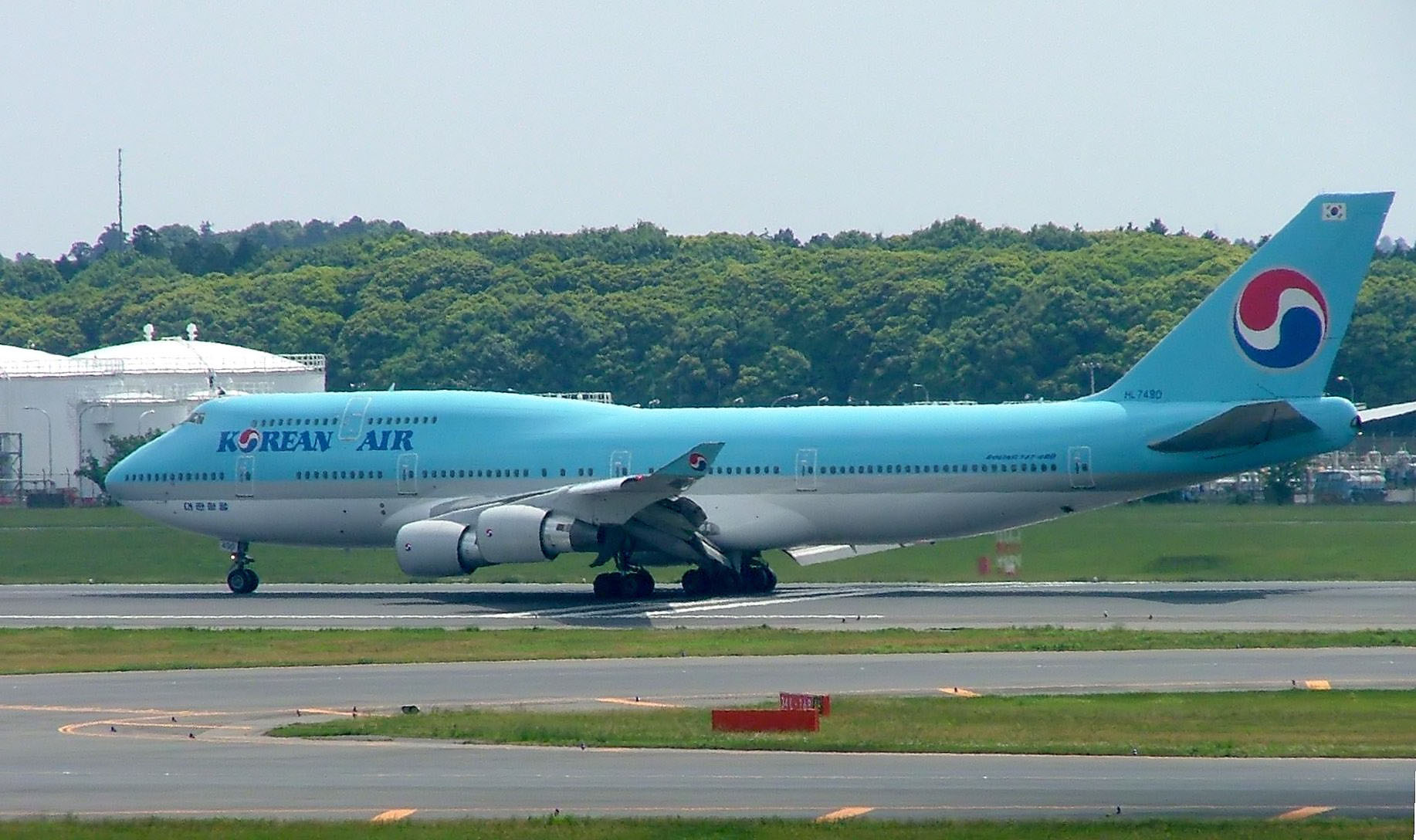
Boeing 747-400.

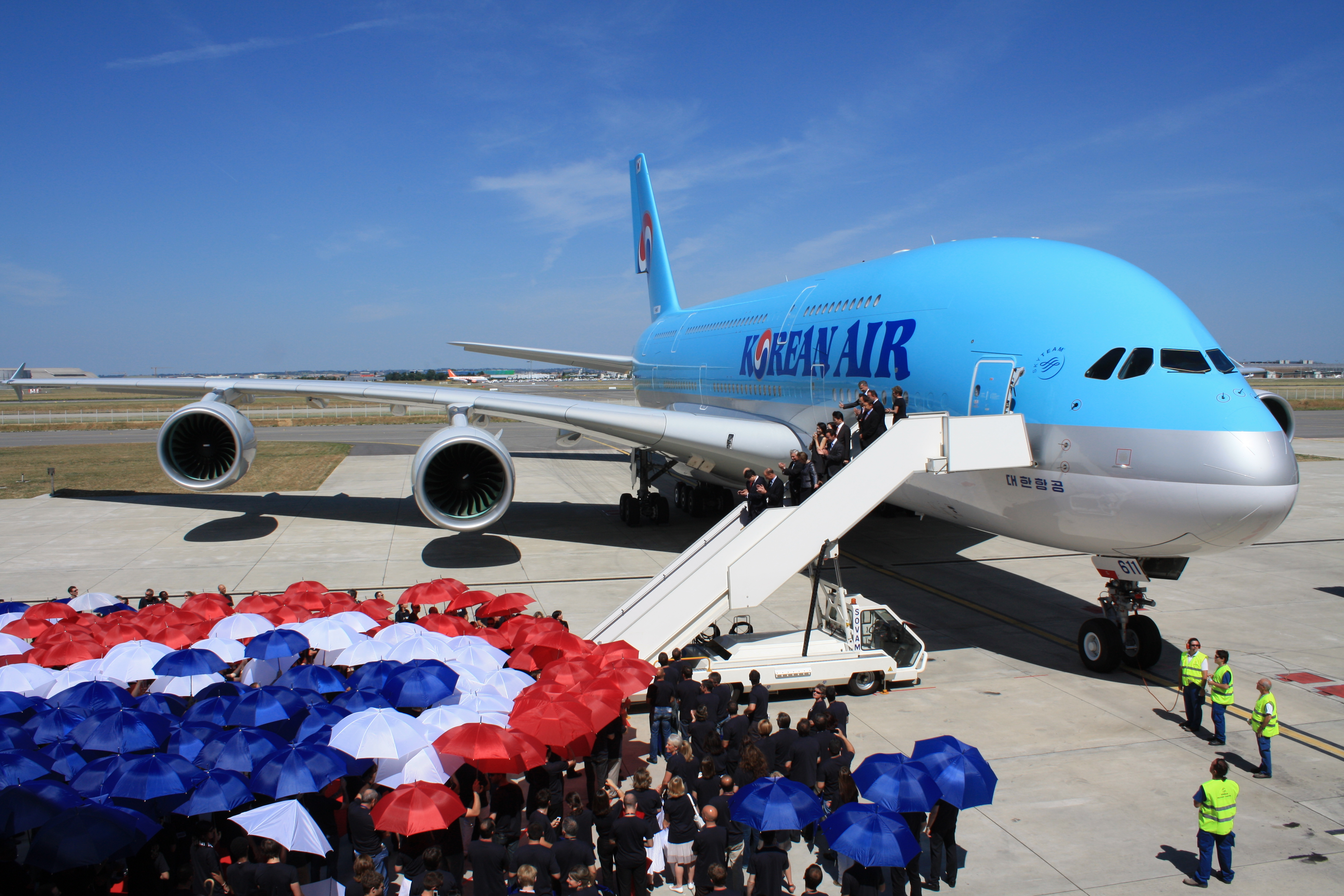
Airbus A380 — Korean Air prend livraison de son premier A380, mai 2011.

Korean Air débute en 1969 comme Korean Air Lines (KAL) et est alors une entreprise publique du gouvernement sud-coréen. Elle remplace le précédent transporteur Korean National Airlines. En 1969, KAL est achetée par le groupe de transport Hanjin et est privatisée. Elle prend son nom actuel en 1984, en préparation des Jeux olympiques de Séoul.

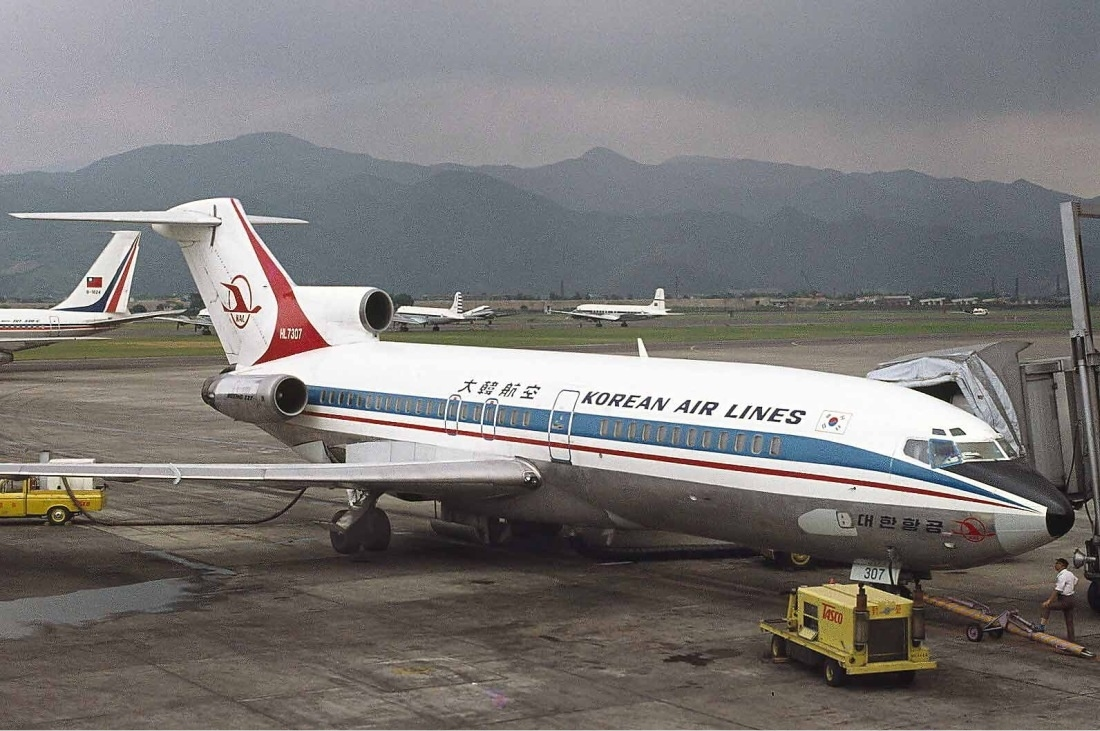
Boeing 727 de la compagnie en 1976.
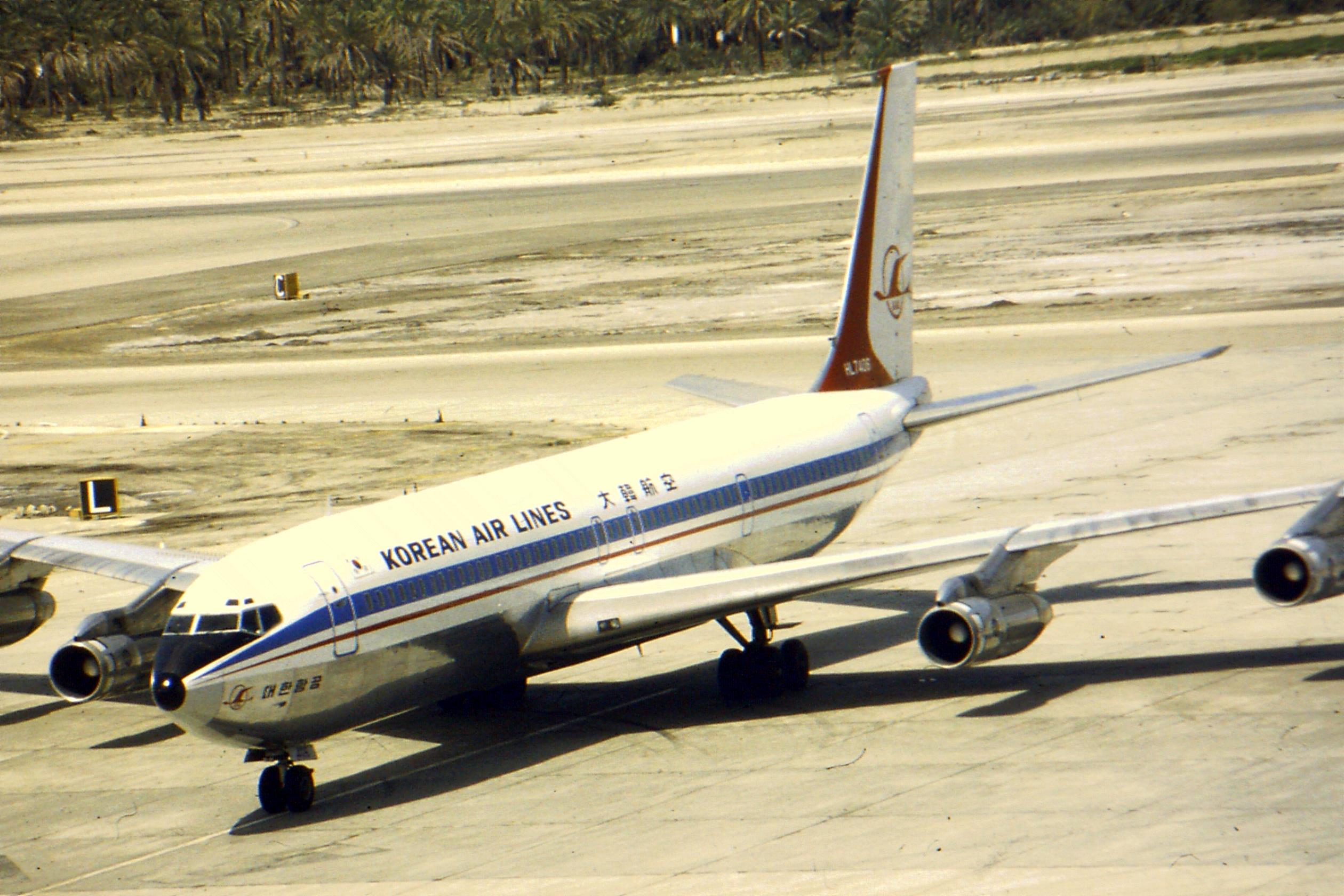
Boeing 707 de Korean Air en 1977.
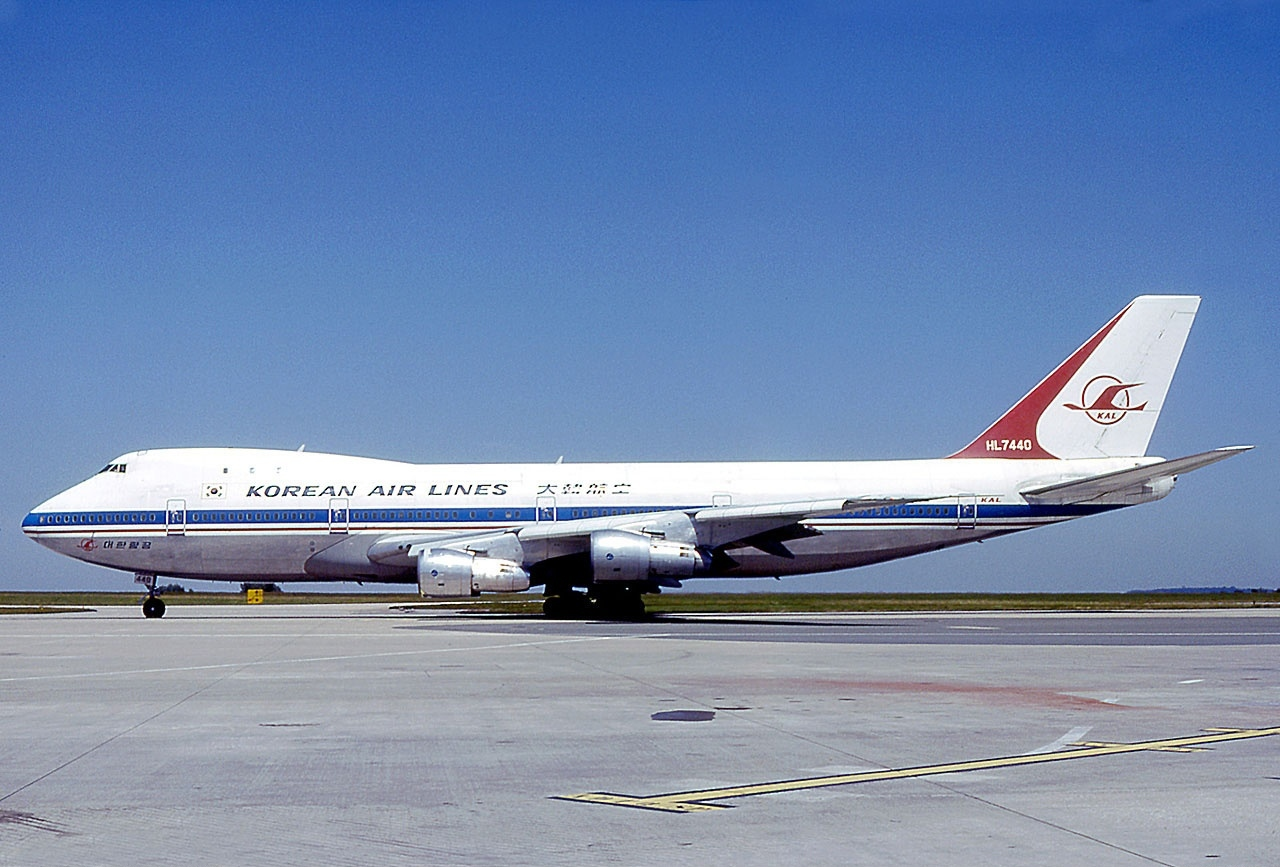
Boeing 747-230B de Korean Air Lines le 21 juillet 1983.

En 1973, KAL inaugure ses Boeing 747 sur les routes du Pacifique et lance un service vers l'Europe avec des Boeing 707. En 1986, elle devient la première compagnie au monde à mettre en service les nouveaux MD-11.
En avril 1978, le vol 902 pénètre dans l'espace aérien soviétique et est intercepté. Il peut se poser sur un lac gelé et l'incident ne fait que deux victimes.
Le 1er septembre 1983, dans des circonstances similaires, des avions de chasse soviétiques Soukhoï Su-15 abattent le vol KAL-007, un Boeing 747 en provenance de New York via Anchorage et à destination de l'aéroport de Gimpo dans la région de Séoul. Il se dirigea d'abord vers l'ouest puis infléchit sa trajectoire vers le sud en direction de l'aéroport de Gimpo, ce qui le faisait passer beaucoup plus à l'ouest que les vols habituels, survolant la presqu'île du Kamtchatka puis la mer d'Okhotsk en direction de l'île de Sakhaline, violant ainsi une portion importante de l'espace aérien soviétique. Les 240 passagers et 29 membres d'équipage sont tués.
Le 29 novembre 1987, le vol KAL-858 explose dans les airs. Même si beaucoup de mystères demeurent autour de cet attentat, la thèse la plus avancée est celle d'une bombe posée dans l'avion par deux agents de Corée du Nord interceptés par les services de sécurité d'Abou Dhabi, où le vol venait de faire escale. 115 personnes sont tuées.
Le 16 novembre 2020, le gouvernement sud-coréen annonce officiellement que Korean Air va acquérir Asiana Airlines pour 1,4 milliard de dollars, comprenant également l'acquisition de ses filiales Air Seoul et de Air Busan, dans un contexte marqué par la chute du trafic aérien lié à la pandémie de Covid-19.
Le 24 octobre 2022, un Airbus A330, reliant Séoul à l'Aéroport international de Mactan-Cebu a effectué une sortie de piste en raison du mauvais temps sans faire de victime.

## Caractéristiques commerciales
La compagnie est membre fondateur de l'alliance Skyteam depuis le 22 juin 2000.
Korean Air offre un service vers 127 destinations représentant 44 pays, en Asie, en Amérique, en Europe et dans le Pacifique. Son hub (plateforme de correspondance) principal, situé à l'aéroport international d'Incheon, permet d'effectuer des correspondances vers 88 destinations.
L'âge moyen de ses appareils est de moins de 7 ans.

## Identité visuelle

Logo de Korean Air Lines du 1962 au 1er mars 1969.
Logo de Korean Air Lines du 1er mars 1969 au octobre 1969.
Logo de Korean Air Lines du octobre 1969 au 1er mars 1984.
Logo de Korean Air  du 1er mars 1984 au 11 mars 2025.
Logo de Korean Air depuis 11 mars 2025[4].
Logo de Korean Air en coréen depuis 11 mars 2025.

## Flotte
En avril 2025, la flotte de Korean Air est composée des avions suivants:
Au total, Korean Air a commandé 100 avions auprès de Boeing : le centième et dernier étant un Boeing 747-400 ER (Extended Range) cargo, presque 33 ans après son premier Boeing 707. Le premier Airbus A380 a effectué son vol de livraison de Toulouse vers l'aéroport international d'Incheon le 1er juin 2011.

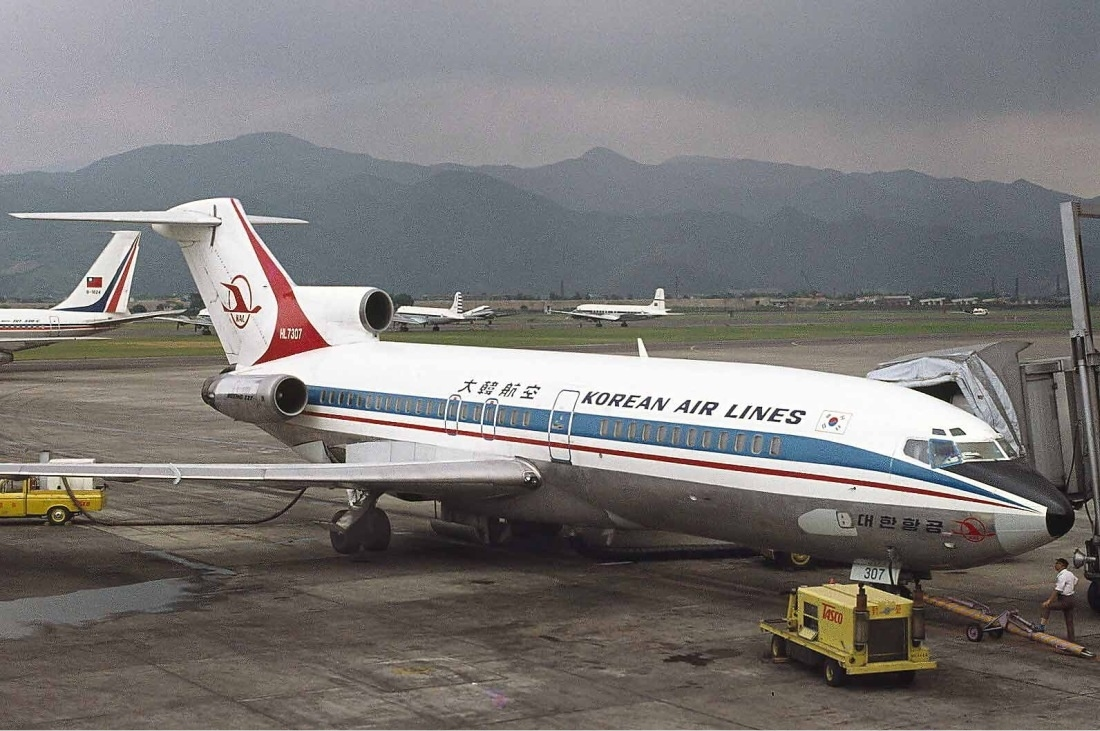
Korean Air Boeing 727
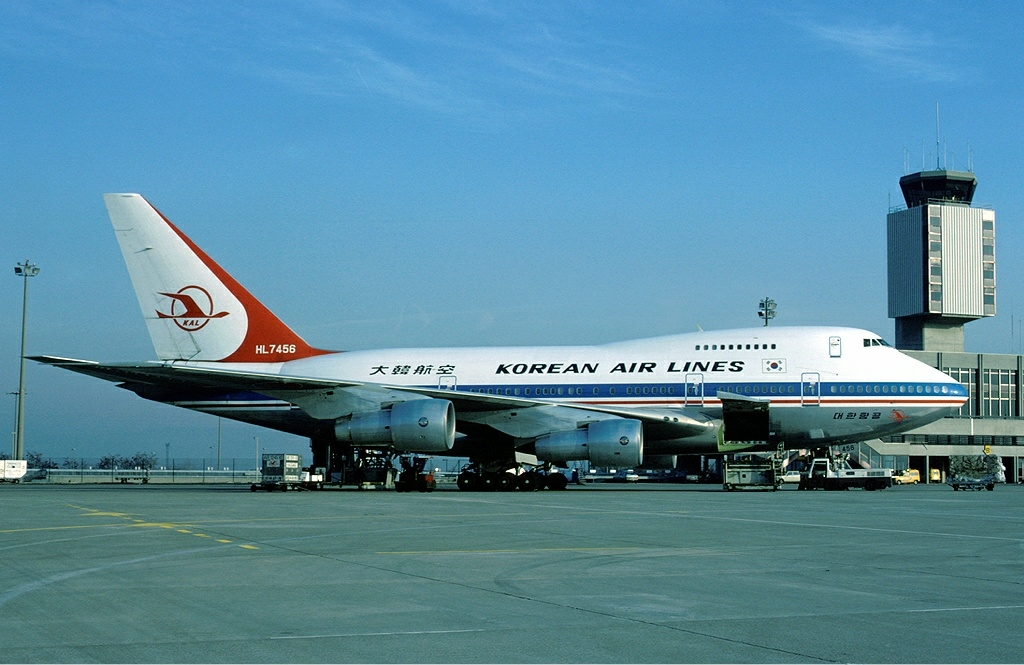
Boeing 747SP Korean Air
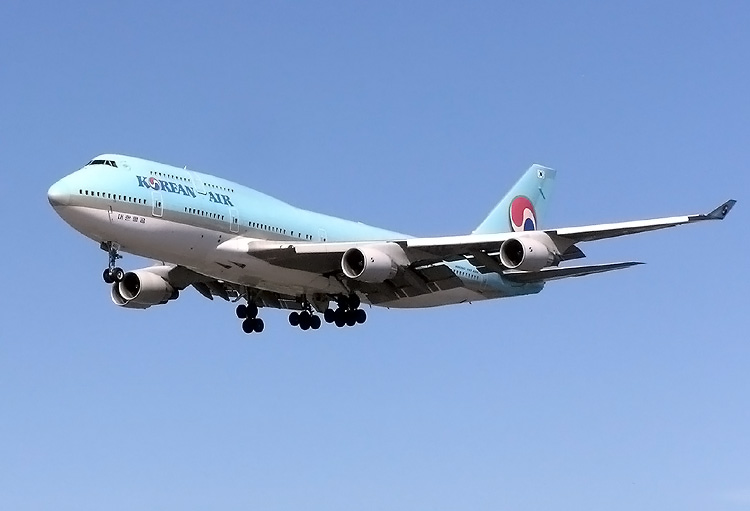
Boeing 747-400 de Korean Air atterrissant à Heathrow
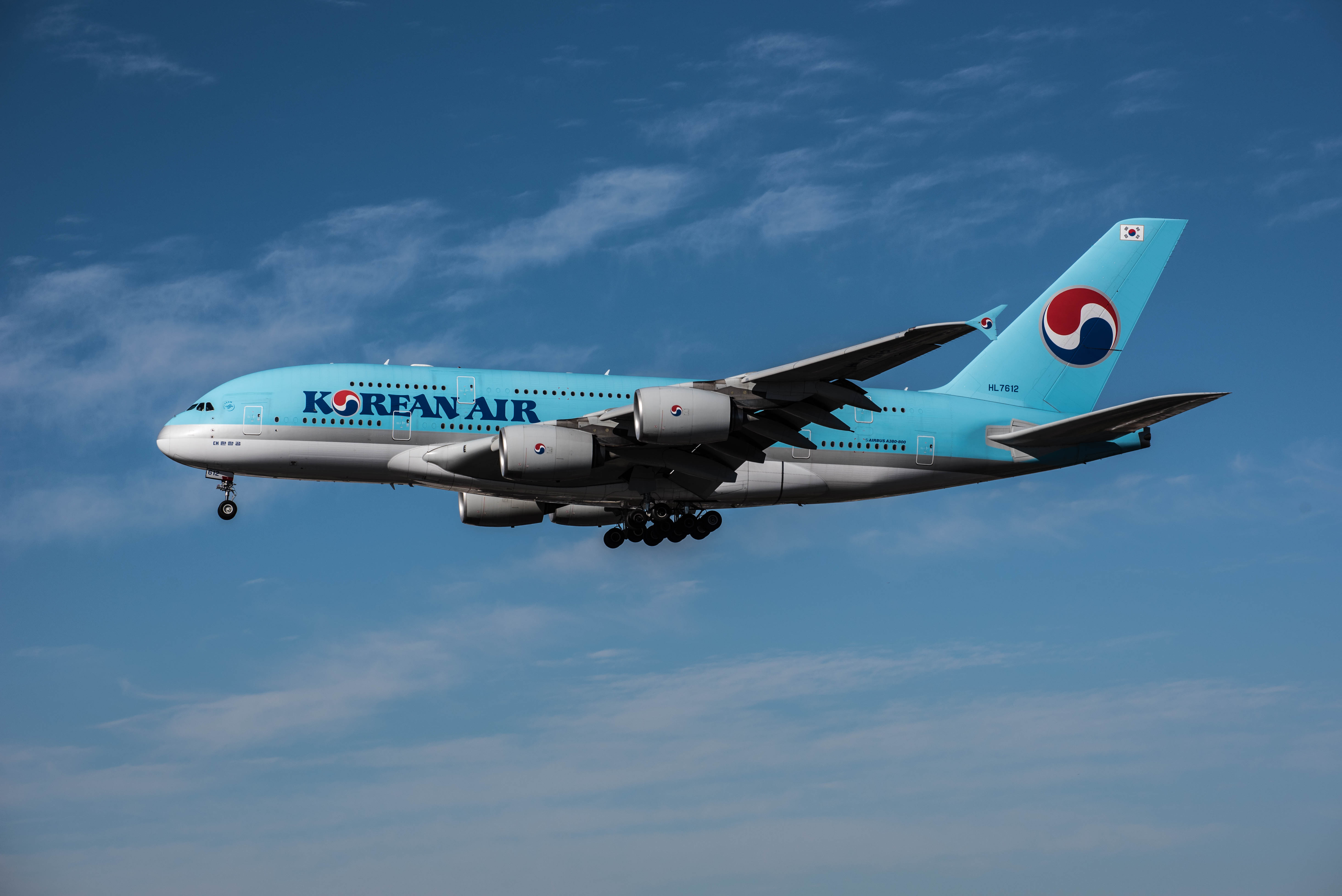
Airbus A380 de Korean Air à l'atterrissage à Los Angeles
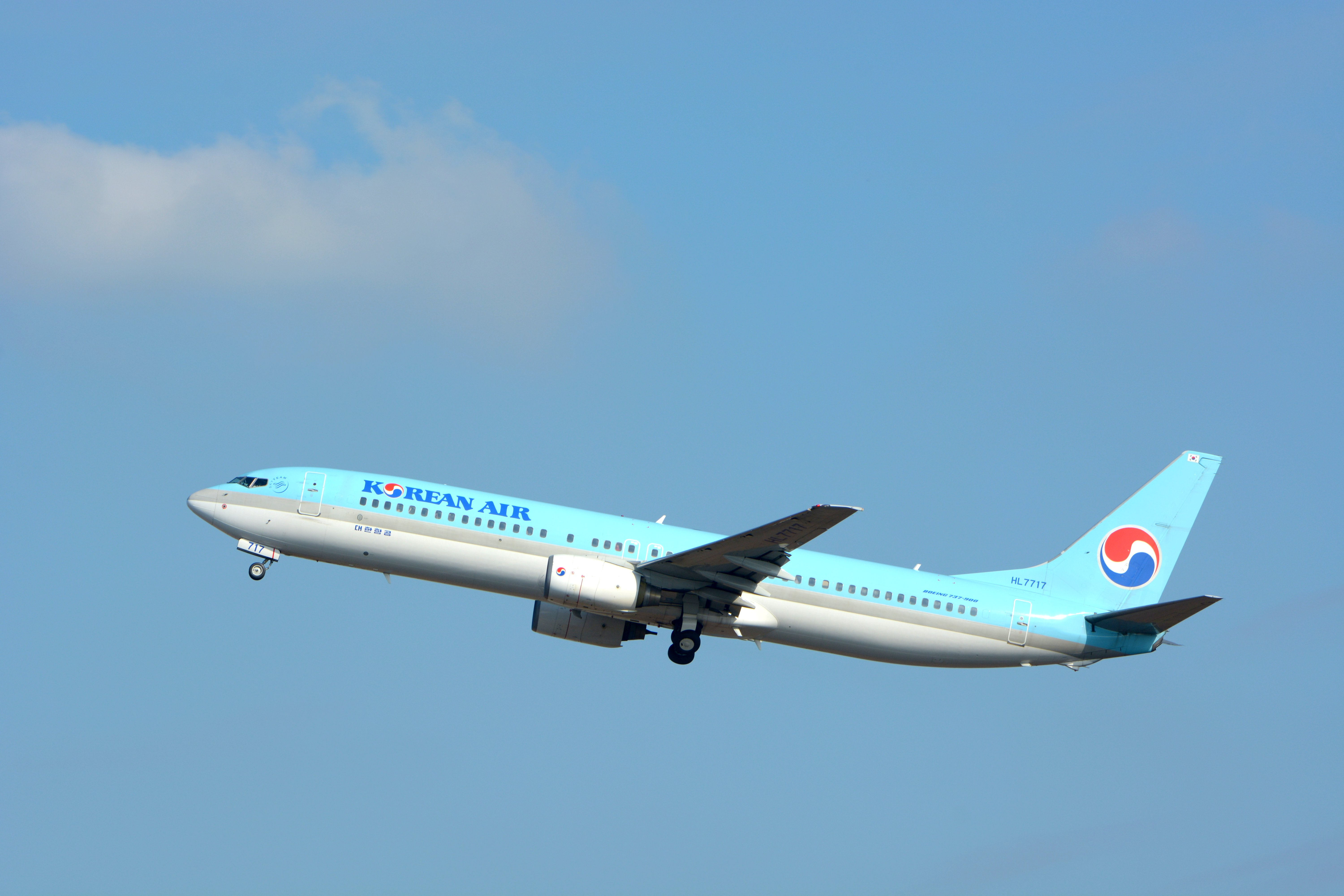
Boeing 737-900
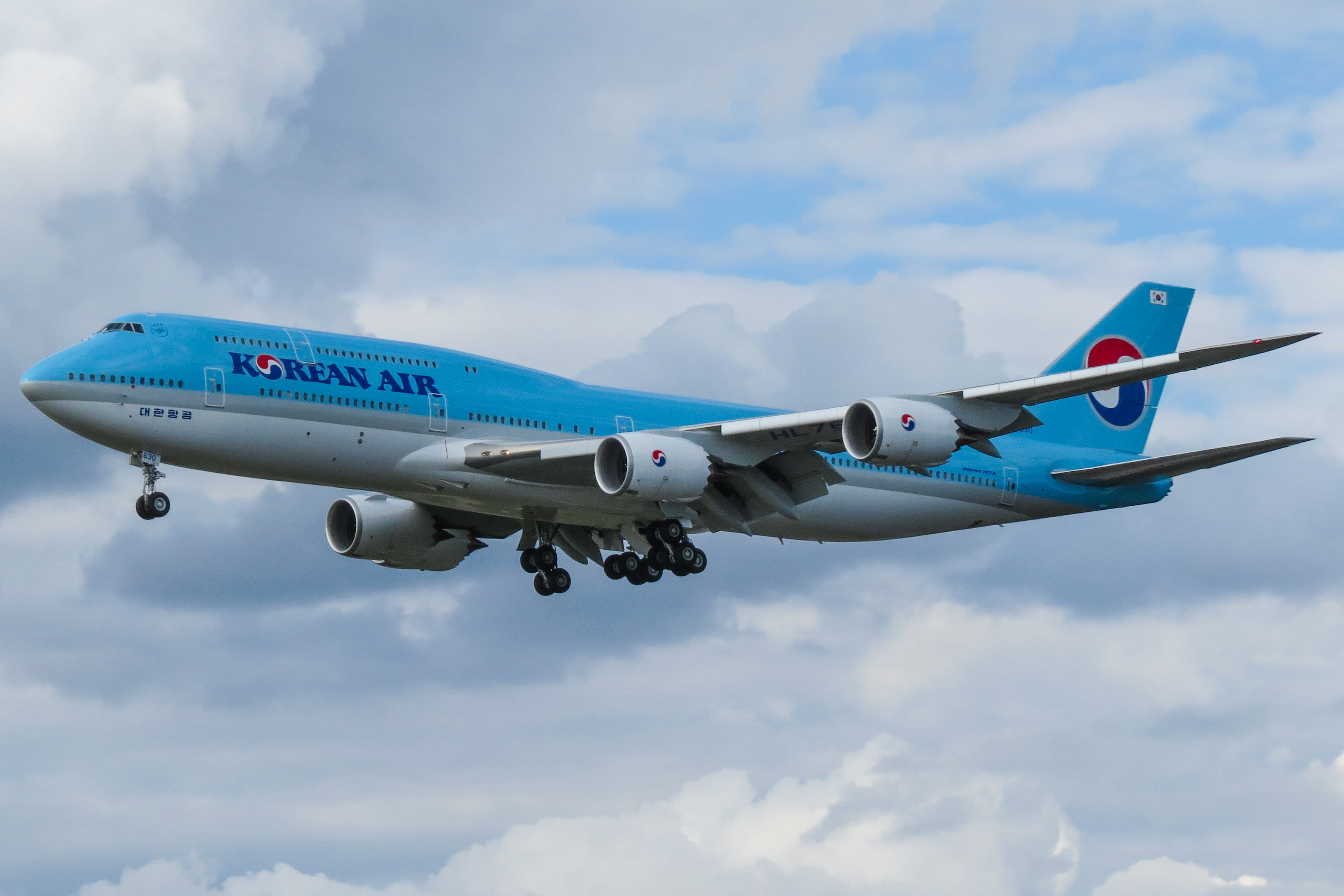
Boeing 747-8 Intercontinental
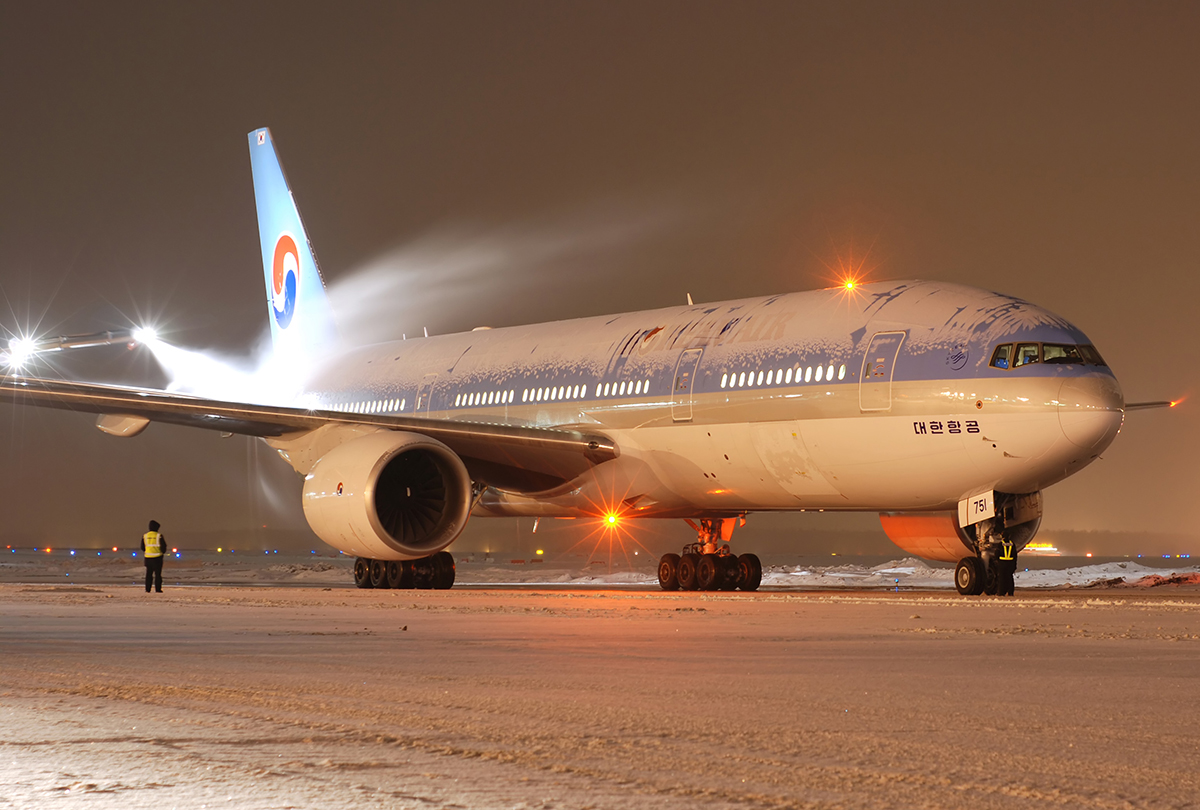
Boeing 777-200 HL7751

## Direction

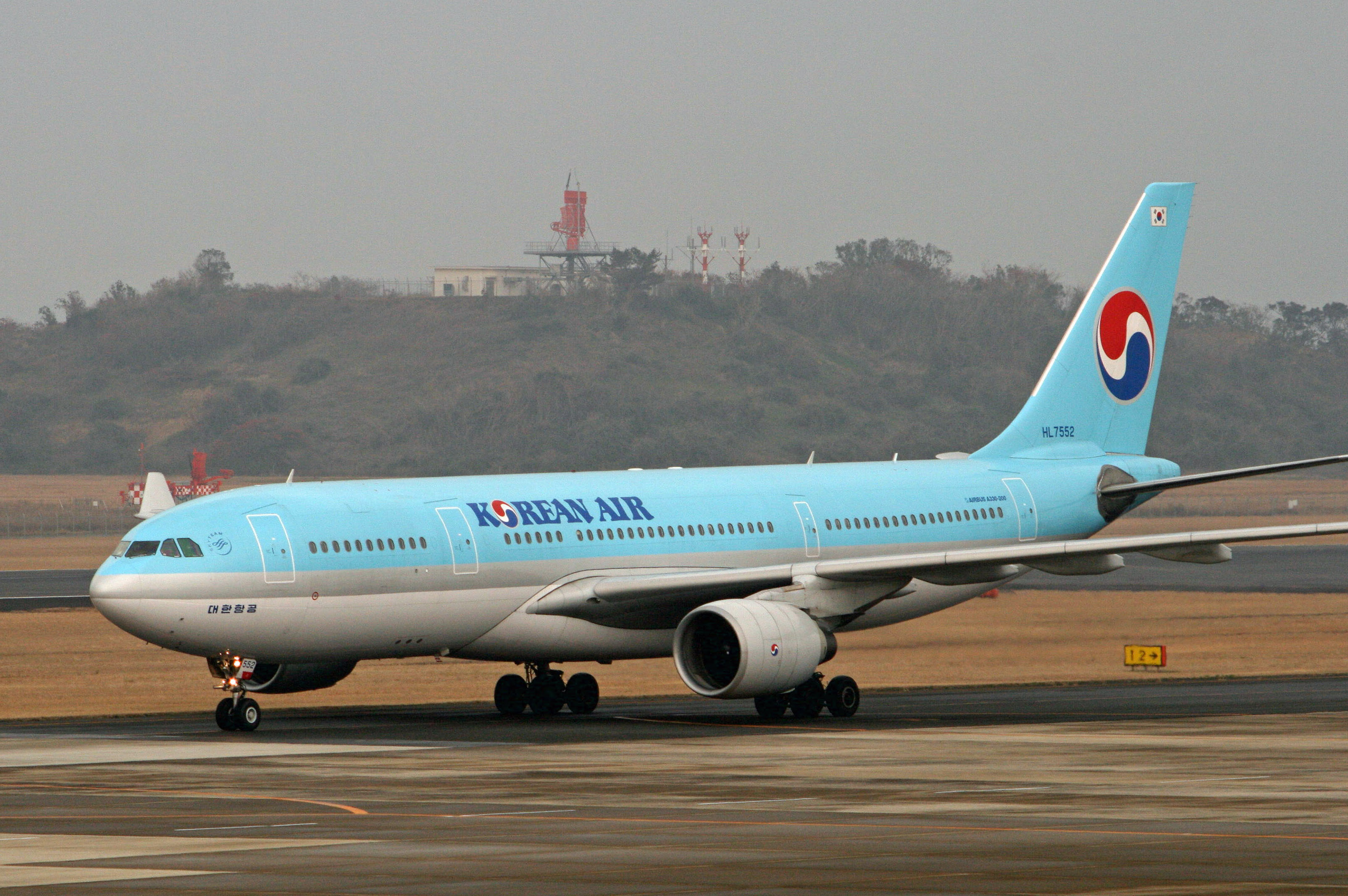
Korean Air Airbus A330

Le président-directeur général de Korean Air, Cho Yangho, a été reçu dans l'ordre de la Légion d'honneur comme commandeur en 2004 (par Jacques Chirac).
Les relations entre le Groupe Hanjin et la France datent de 1973, lorsque l'ancien président Cho a été élu au Comité de coopération économique franco-coréen. En octobre de la même année, Korean Air a commencé ses vols cargo entre Séoul et Paris et ouvert cette ligne aux passagers en mars 1975. En 1975 également, Korean Air est devenue la première compagnie aérienne non européenne à acheter des avions à Airbus.